# Missouri River
Der Missouri River [mɪˈzʊɹɪˌɹɪvɚ], der wegen seines hohen Schlammanteils auch den Spitznamen „Big Muddy“ trägt, ist mit 4087 Kilometern der längste Nebenfluss des Mississippi River und der längste Fluss der USA, denn er ist länger als der Strom, in den er mündet.
Mit diesem Strom bildet der Missouri als Missouri-Mississippi das längste Flusssystem in Nordamerika und das viertlängste der Erde.

## Flusslauf
Der Verlauf des Flusses folgt zum Großteil grob dem Rand der Vereisung während der letzten Eiszeit.
Einer der drei Quellflüsse des Missouri, der Jefferson, entspringt in den Bergen des südwestlichen Montana, vier Kilometer westlich der Ortschaft Elkhorn nahe der Wasserscheide zwischen dem Atlantik und dem Pazifik. Ein anderer Quellfluss, der Madison entspringt im Yellowstone-Nationalpark im Staate Wyoming. Ein dritter Quellfluss ist der Gallatin River. Die drei Flüsse vereinigen sich im Missouri Headwaters State Park sieben Kilometer nordöstlich der Ortschaft Three Forks in Montana und bilden von da an den Fluss Missouri.
Der längere dieser Quellflüsse, der Jefferson River (328 km), geht aus den beiden Flüssen Big Hole River und Beaverhead River (im Oberlauf Red Rock River) hervor. Die Quelle des Red Rock Rivers und damit der eigentliche Ursprung des Missouris liegt etwa 45 Kilometer östlich von West Yellowstone im nordwestlichen Wyoming. Der Red Rock fließt in den Clark Canyon Stausee und heißt dann Beaverhead. Der Beaverhead nimmt nördlich der Ortschaft Twin Bridges den von Westen kommenden Big Hole River auf und wird zum Jefferson River.
Die Kilometrierung des Missouris erfolgt deswegen über die Red-Rock-Beaverhead-Jefferson-Missouri-Linie.
Nach dem Zusammenfluss der beiden genannten Flüsse sieben Kilometer nordöstlich von Three Forks fließt der Missouri nordwärts durch gebirgige Canyons und taucht östlich von Great Falls aus den Bergen auf, wo große Stromschnellen historisch die schiffbare Grenze des Flusses markieren. Hier liegen auch die Giant Springs, die den nur 61 Meter langen Roe River speisen. Danach fließt er ostwärts durch die Ebenen von Montana. 240 Flusskilometer und ein mehrere Kilometer breiter Uferstreifen sind als Upper Missouri River Breaks National Monument geschützt, bevor der Fluss im Fort Peck Lake aufgestaut wird. Im äußersten Westen von North Dakota südlich der Ortschaft Buford mündet der Yellowstone River in den Missouri; tatsächlich ist jener dort breiter als der Missouri. Im Stausee Lake Sakakawea, wo diese beiden Flüsse zusammenfließen, überquert der Missouri die Grenze nach North Dakota. Er fließt dann südostwärts durch diesen Staat und durch South Dakota sowie entlang des nördlichen und östlichen Rands von Nebraska und bildet danach die natürliche Grenze zwischen South Dakota und Iowa. Er fließt weiter an Sioux City und Omaha vorbei und bildet die Grenze zwischen Nebraska und Missouri und den nördlichen Teil der Grenze zwischen Kansas und Missouri. Bei Kansas City wendet sich der Strom östlich durch Missouri, bis er nördlich von St. Louis an der Grenze zu Illinois in den Mississippi mündet.

## Geschichte
Den Namen erhielt Missouri von den historischen Bewohnern der Flussmündung, dem Indianervolk der Missouri. Sie wurden von ihren Nachbarn, dem Volk der Illinois, wi-mihs-oor-i-t-a genannt, was „die mit den Holz-Kanus“ bedeutet. Dies verweist darauf, dass die Missouri Einbäume verwendeten und keine mit Rinden oder Fellen bespannten Kanus. Der Missouri war sehr wichtig für die Ausdehnung der damals noch jungen USA nach Westen. Durch den Louisiana Purchase wurde der Fluss Teil der Vereinigten Staaten und von der Expedition von Lewis und Clark erfolgreich bei der Suche nach einem Weg zum Pazifischen Ozean genutzt.
Im Jahr 1829 fand der deutsche Naturforscher Herzog Paul Wilhelm von Württemberg (1797–1860) als erster Europäer die Quellen des Missouri.
Während des späten 19. Jahrhunderts war der Fluss vor dem Auftreten der Eisenbahnen ein wichtiger Transportweg für Waren und Passagiere.
Die Verwendung von Raddampfern auf der oberen Flusshälfte erleichterte die weiße Besiedlung von Dakota und Montana.
Im 20. Jahrhundert wurde der obere Missouri zum Zweck der Flutkontrolle, Bewässerung und Wasserkraftgewinnung aufgestaut.

## Einzugsgebiet
Sein Einzugsgebiet umfasst ein Sechstel der gesamten Fläche der USA. Der Fluss bildet, kombiniert mit dem Mississippi, das viertlängste Flusssystem der Welt. Dieses weitreichende System von Nebenflüssen bedeckt beinahe die gesamten halbtrockenen nördlichen großen Ebenen (Great Plains) der Vereinigten Staaten sowie, durch den Milk River, einen kleinen Teil von Alberta, Kanada. Die längeren Nebenflüsse erstrecken sich von dieser Kante weg in Richtung Westen und entwässern Teile der östlichen Rocky Mountains.

## Schutzgebiete
Am Fluss liegt das Upper Missouri River Breaks National Monument mit 375.000 Acre Flächengröße und das Charles M. Russell National Wildlife Refuge mit 915.814 Acres Größe.